# 1513年
| 千纪： | 2千纪 |
| 世纪： | 15世纪 \| 16世纪 \| 17世纪                                                                                 |
| 年代： | 1480年代 \| 1490年代 \| 1500年代 \| 1510年代 \| 1520年代 \| 1530年代 \| 1540年代                           |
| 年份： | 1508年 \| 1509年 \| 1510年 \| 1511年 \| 1512年 \| 1513年 \| 1514年 \| 1515年 \| 1516年 \| 1517年 \| 1518年 |
| 纪年： | 癸酉年（鸡年）；明正德八年；越南洪順五年；日本永正十年                                                     |

## 大事记
- 尼古拉·马基雅维利完成《君王论》，獻給羅倫佐二世，但此書在馬基維利死後才出版。
- 瑞士人驅逐佔領米蘭的法蘭西王國軍隊，擁立前任米蘭公爵盧多維科·斯福爾扎之子馬克西米連·斯福爾扎繼承爵位。
- 1月20日——克里斯蒂安二世被加冕为丹麦和挪威国王。
- 3月11日——良十世被加冕为教皇。
- 5月，葡萄牙探險家歐維士成功登陸珠江口的內伶仃島，此為葡萄牙人第一次来到中国。
- 9月25日——巴斯寇·努涅茲·德·巴爾柏横越巴拿马地峡。成为第一个看到太平洋的欧洲人。他宣称大西洋和所有毗连的土地为西班牙王室所有。

## 逝世
- 郑纪，明朝大臣（出生1438年）
- 华燧，中国印刷师（出生1439年）
- 2月21日——儒略二世，教皇（出生1443年）
- 9月9日——詹姆斯四世，苏格兰国王（出生1473年）